# Anàlisi de traces
L'anàlisi de traces és un tipus de mètode analític dins l'anàlisi química. En aquest mètode d'anàlisi es mesura la quantitat relativa d'anàlit en una mostra, en concret una quantitat d’entre un 0,01% > [anàlit] > 0,001%.
En parlar de concentracions tant petites d’anàlit s'ha de vigilar molt amb els possibles errors de mesura que es puguin produir. En la determinació de traces, les petites quantitats a analitzar depenen del petit tant per cent d’anàlit en què es troben, independentment que es pugui tenir una gran quantitat de mostra. Hi ha diversos mètodes per a la determinació de traces, però els més exactes i precisos són: l'espectrofotometria, la polarografia i l’activació amb neutrons.

## Procediment previ a la mesura
Sovint les separacions químiques han de precedir la determinació final de les traces, és a dir, prèviament a la mesura s'ha de fer una etapa de preconcentració. Per això es fan servir amb freqüència l'electrodeposició, la coprecipitació o l'extracció amb un dissolvent que combinada amb l’ús de formadors complexos reaccionen amb elements que interessa concentrar o bé inactiven els elements que interfereixen per a mantenir-los en la fase aquosa. Sovint aquests mètodes acostumen a ser destructius.
En el cas de l'anàlisi de traces de compostos orgànics presenta dificultats addicionals alhora d’agafar i conservar la mostra degut a la inestabilitat de molts compostos orgànics.

## Errors en l'anàlisi
L'error en l'anàlisi de traces normalment es deu a la introducció de substàncies alienes a la mostra procedents del material utilitzat, dels reactius afegits o del medi ambient. S'ha de vigilar molt a l'hora de posar en contacte la mostra amb algun recipient o utensili perquè poden desprendre partícules i d’aquesta manera contaminar la mostra. Per això també s'ha d'anar amb cura que els reactius tinguin la puresa adequada. També s'ha de tenir en compte que es poden causar erros negatius a causa de la pèrdua d’elements metàl·lics absorbits en alguns casos per les parets dels recipients de vidre o bé pel canvi iònic amb els materials. Tot i ser molt curós, és molt probable que no es puguin evitar tots els errors possibles i, per tant, el que es fa en tots els casos d'anàlisi de traces és la determinació d’un blanc, el qual estarà en les mateixes condicions i al mateix temps que s'efectua l'anàlisi de la mostra.